# 仁伯爵綜合醫院
仁伯爵綜合醫院（葡萄牙語：Centro Hospitalar Conde de São Januário），縮寫CHCSJ，俗稱山頂醫院，是澳門醫院之一，始建於1874年1月6日。醫院位於松山若憲馬路，佔地 36,630平方米，建築面積 103,258平方米，由5幢大樓組成，包括內外科大樓、婦兒科大樓、門診大樓、急診大樓以及公共衛生專科大樓。

## 扩建
於1989年11月29日經擴建後啟用，坐落在仁伯爵山山頂上一塊長方形的地段，東北─西南走向。交通方便，擁有直升機停機坪。佔地30,300平方米，建築面積達67,535平方米，由四幢樓宇相聯而成。

## 歷史
1872年2月仁伯爵騎兵上尉、數學學士就任澳門總督，同年8月主持陸軍醫院的奠基典禮，後將陸軍醫院改名為仁伯爵醫院。
1874年1月6日，仁伯爵綜合醫院正式啟用。
醫院先後於1958年及1980年代重建，現時使用的大樓，除了急診大樓外，均為1980年代時重建而成。

## 現時狀況
仁伯爵綜合醫院經過多年發展，現已成為具備29個專科、1,100多張病床、接近2,800名員工的現代化公立醫院，是澳門醫療服務體系的重要組成部分。醫院佔地 36,630平方米，建築面積 103,258平方米，由5幢大樓組成，包括內外科大樓、婦兒科大樓、門診大樓、急診大樓以及公共衛生專科大樓。除提供專科門診、急診和住院醫療服務外，還提供日間醫院、血液透析和專科外展醫療等服務。在2023年，醫院專科門診、急診及住院服務量達80.5萬人次。2024年第一季專科初診輪候平均時間為3.4周，成人急診全天平均等候時間約1小時。
澳門理工大學健康科學及體育學院和北京大學醫學部——澳門理工大學護理書院的學生一般都安排在此實習。

## 主要設施

### 急診大樓
樓層分佈
|    | 頂層 | 前往醫院大堂、平台花園、的士站                                 |
| 2F | 二樓 | 兒科急診                                                       |
| 1F | 一樓 | 成人急診、急診掛號處、繳費處、分流站、急症病房                 |
| GF | 地下 | 巴士站、急診部藥房、24小時門診、失智症診療中心、內外科綜合病區 |

### 門診大樓
樓層分佈
| 3F | 三樓 | 普通外科、矯型外科、頷面外科、麻醉科、神經外科、航空醫療、口腔科、腎科、放射治療門診、疼痛門診、胸外科 |
| 2F | 二樓 | 內科、糖尿病科、神經內科、泌尿科、感染科、心臟科、皮膚科、腸胃科、老人專科                             |
| 1F | 一樓 | 耳鼻喉科、骨科、眼科、眼科診療中心                                                                     |
| GF | 地下 | 精神科、多功能櫃檯                                                                                     |

### 第二期 內外科大樓
| 5F | 五樓 | 深切治療部、冠心病深切治療部、心臟內科護理病房、隔離病區、燒傷治療                                           |
| 4F | 四樓 | 特別外科、特別內科                                                                                           |
| 3F | 三樓 | 外科、手術室                                                                                                 |
| 2F | 二樓 | 內科 |
| 1F | 一樓 | 物理治療及康復科、骨科（骨傷科）                                                                             |
| GF | 地下 | 泌尿科日間診療室、胸肺科門診、支氣管內窺鏡檢查室、消化系統內窺鏡檢查室、影像科、血液樣本收集處、肺功能檢查室 |

### 第一期 婦兒科大樓
| 3F | 三樓 | 婦產科急診、婦科、母親胎兒醫學                                               |
| 2F | 二樓 | 綜合科、產後護理、眼科、內科四                                               |
| 1F | 一樓 | 兒科、初生嬰兒、物理治療暨及康復科                                           |
| GF | 地下 | 兒科門診、婦科門診、腫瘤科門診、腎科日間醫院、血液科門診、血液腫瘤科日間醫院 |

## 其他附屬設施

### 離島急診站
2010年4月，澳門衛生局正與澳門科技大學商討於科大醫院增設政府醫院離島急診部及觀察病床。方便居民在離島醫療綜合體建成前就診，同時準備使用科大醫院病床，作爲急診部及觀察室病床，舒緩公立醫院床位緊缺的情況。
衛生局仁伯爵綜合醫院離島急診站於2011年11月1日上午9時投入運作，仁伯爵綜合醫院離島急診站位於澳門科技大學H座大樓（科大醫院側）， 離島急診站參照仁伯爵綜合醫院急診部的模式運作，設有搶救室、創傷室、觀察病房、候診室、分流站、藥房、隔離候診區及診室等，其中觀察病房共設有10張病床，2張為兒童病床；而隔離候診區及診室則用以處理發熱病及傳染病人；藥房為急診病人提供短期藥物調配。其他急救設備包括呼吸機、心臟除顫器和生命體徵監測儀等。首日運作截至當天下午5時，共有25名求診者掛號，當中15名男性，10名女性，年齡介乎2歲9個月至89歲，所有求診者均在離島急診站內完成治療，無需轉介至仁伯爵綜合醫院；另外，位於海洋花園的氹仔衛生中心於同日起取消夜間緊急醫療服務。 
2011年11月8日，衛生局就離島急症站事宜作出說明。協議涉及的租金，租用面積約為37,000平方呎，每月租金為91萬元，平圴呎價約為24.62元/平方呎；租用面積包括科大醫院的第一層（地面層）的E、G、M診室區及相應設施，以及第四層（三樓）全部空間。
2012年7月2日，位於科大醫院內的「仁伯爵綜合醫院社區綜合病區」正式投入運作，開設初期將有24張病床服務，主要接收由仁伯爵合醫院內科、神經內科及骨科內經治療後病情穩定，預計可於二周內返回社區的病人。
2023年11月14日，行政長官賀一誠證實，離島醫療綜合體試運期間不提供急診服務，並師後當局會公布首階段、試業的安排。此前，社會文化司司長歐陽瑜曾表示，現設於科大醫院的山頂離島急診站會遷至離島醫院，首階段也會提供急診。立法會三常會主席黃顯輝也曾透露政府介紹，有關搬遷會在同年年底進行。
2023年12月21日，離島急診站正式搬遷至澳門協和醫院內，當天10時起投入運作，24小時提供急診服務。現有的離島急診站會暫停掛號，同步將服務平移至協和醫院。

### 仁伯爵綜合醫院精神科大樓

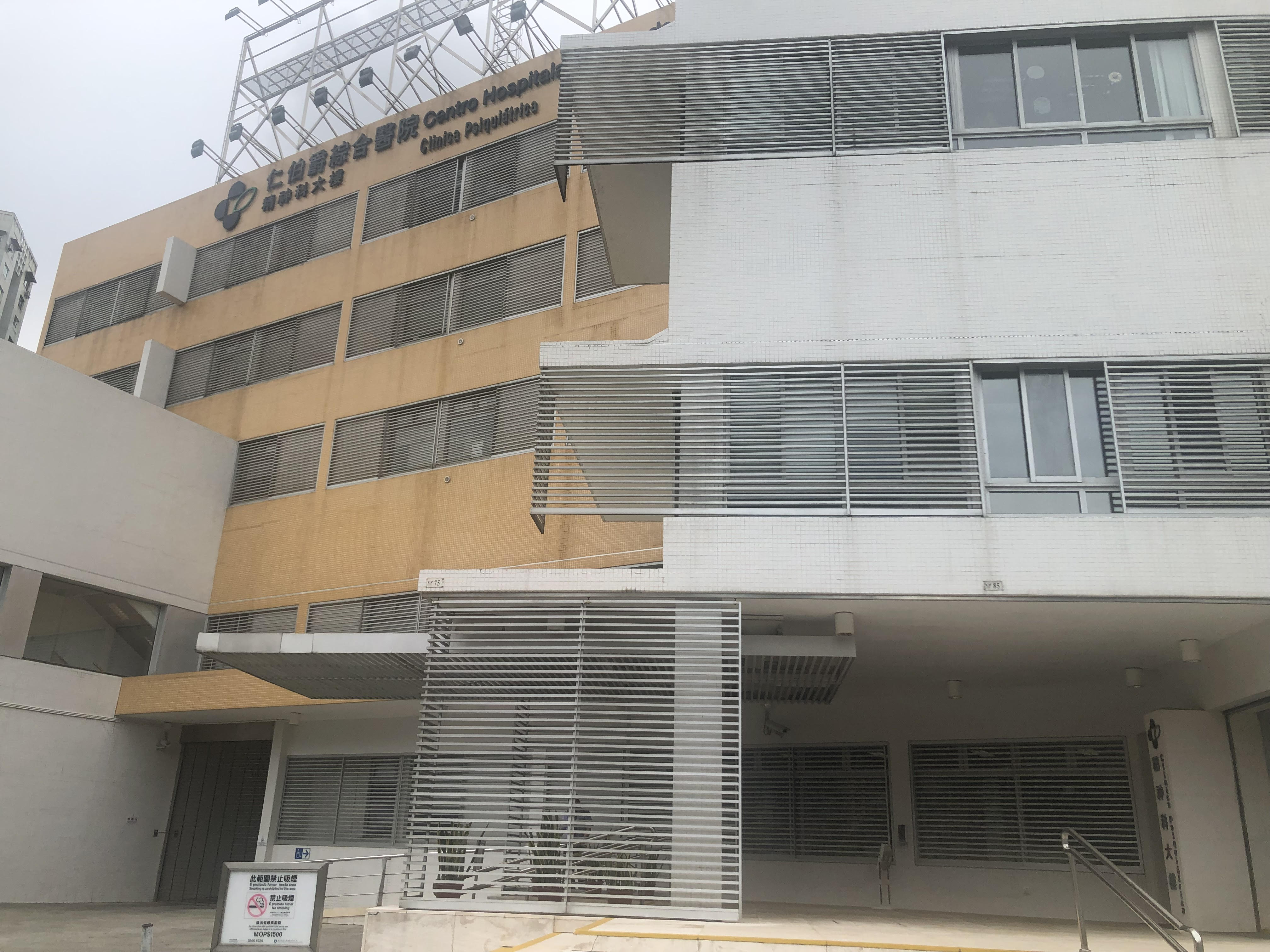
仁伯爵綜合醫院精神科大樓

仁伯爵綜合醫院精神科大樓（葡萄牙語：Centro Hospitalar Conde de São Januário Clínica Psiquiátrica）位於氹仔天津街，於2005年12月16日開幕，樓高五層，總樓面面積約7,300多平方米，集醫療、復康、司法精神科及教學於一體。

### 公共衛生專科大樓
衛生局公共衛生專科大樓於2023年10月27日揭幕，位於仁伯爵綜合醫院西南面，加思欄後新馬路與若憲馬路之間。樓高八層，設有80間高規格隔離病房，160間隔離病房。2024年4月2日起，仁伯爵綜合醫院的抽血室移轉至該大樓。

## 歷任院長
- 院長名字不詳（1980年前）
- 申道恕（1980年－1990年，兼任衛生司副司長）
- 院長名字不詳（1990年－1999年）
- 瞿國英（1999年－2001年，兼任副局長）
- 李展潤（2001年－2008年，兼任副局長）
- 陳惟蒨（2008年－2015年 兼任副局長）

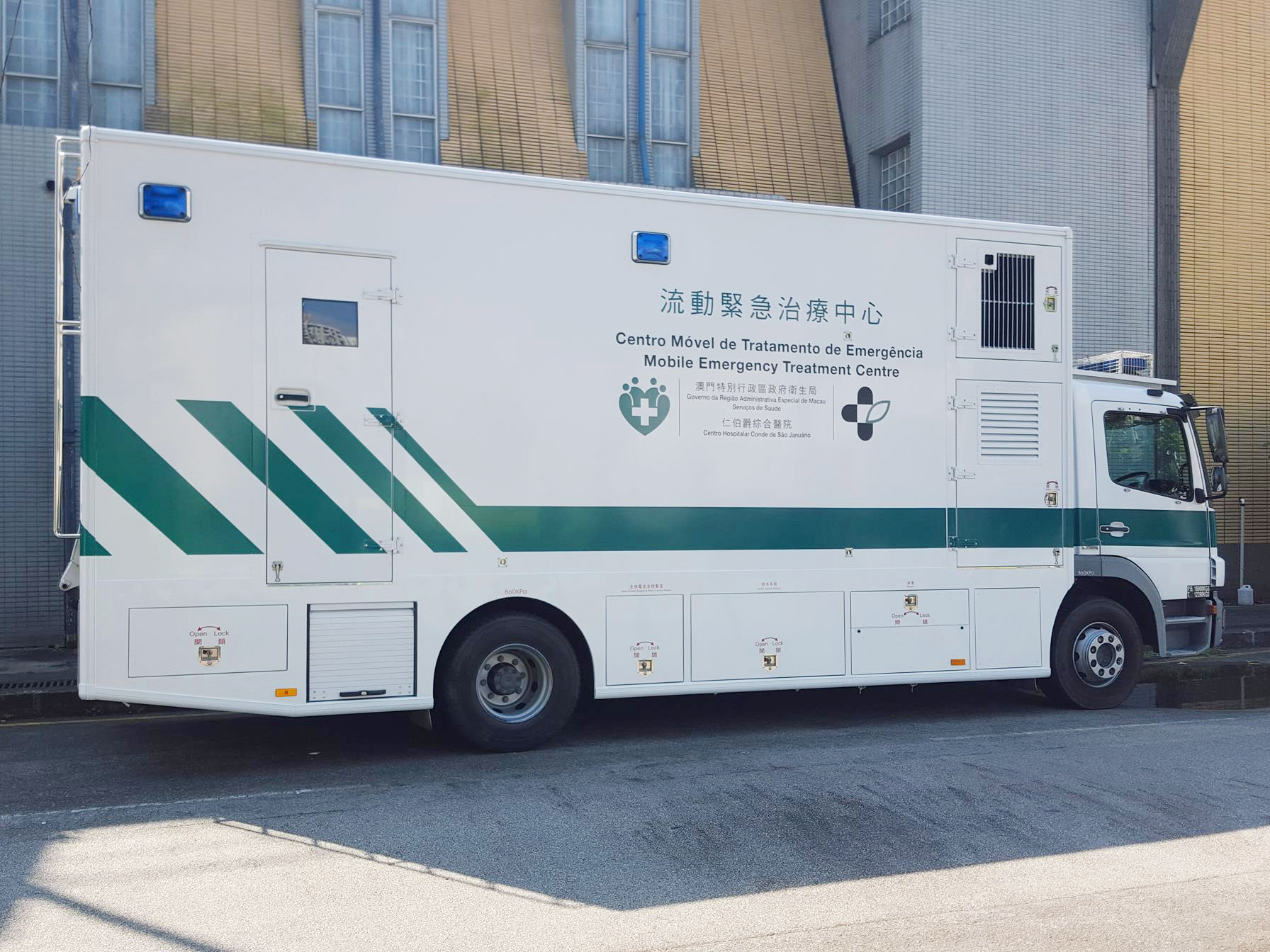
醫院配備流動治療中心

- 郭昌宇（2015年至今，兼任副局長）

## 交通配套

### 巴士
M145 愕斜巷／山頂醫院（Calçada da Surpresa／Hospital S. Januário）
路線：6A、17、28C
M147 山頂醫院總站（Hospital S. Januário／Termianl）
路線：6B、H1
M151 山頂醫院急診大樓（Urgências do Hospital S. Januário）
路線：6A、6B、28C、H1、H2、H3
M165 加思欄／公共衛生專科大樓（S. Francisco / Edf. Especialidade Saude Pública）
路線：6A、6B、17、28C、H1

### 公共停車場
在2023年12月澳門協和醫院開幕前，仁伯爵綜合醫院是全澳門唯一的公立綜合醫院，但在醫院附近只設有76個咪錶停車位，其中包括3個殘疾人士車位，因此這些停車位經常供不應求，引起市民和社會人士作出不同程度反映或投訴。直至醫院內外共有7個停車場／停車處，超過200個輕型車輛停泊位置，惟均是提供給官員及醫院員工使用，而附近咪錶亦多為醫院員工佔用，有需要求醫或探訪的市民若要開車前往醫院求診，因泊車空間少，只可依靠巴士或泊車到鄰近的華士古達嘉馬花園公共停車場，但該停車場長期常滿，求診者或探病者只能到“愕斜巷／山頂醫院”或“山頂醫院急診大樓”巴士站下車，再繞過九曲十八彎去到門診大樓－住院大樓－急症室，才能求醫或探訪。
2023年10月16日，衛生局回應指，待公共衛生專科大樓啟用後，大樓內的停車場場已基本設置完成，正與交通事務局緊密聯繫，爭取儘快完成相關行政程序後將對外開放，方便前往醫院的居民泊車，詳情將另行公布。
2024年3月27日10時起，位於加思欄後新馬路與若憲馬路之間的“公共衛生專科大樓公共停車場”正式對外開放使用，設有55個輕型汽車泊車位及75個摩托車泊車位。停車場不設月票，所有停泊車輛按時收費，輕型汽車日間（上午8時至晚上8時前）每小時或不足1小時8元，夜間（晚上8時至翌日上午8時前）4元；摩托車日間每小時或不足1小時3元，夜間1.5元。停車場暫時提供4種收費模式，包括現金支付、澳門通、MPay及銀聯閃付卡電子收費系統。

## 外部連結
- 仁伯爵綜合醫院